# هنی کایپر
هنی کایپر (هلندی: Hennie Kuiper؛ زادهٔ ۳ فوریهٔ ۱۹۴۹) دوچرخه‌سوار اهل هلند است.
از باشگاه‌هایی که در آن رکاب زده‌است می‌توان به تیم دوچرخه‌سواری پژو، تی‌آی-رالی، و تیم دوچرخه‌سواری فریسول اشاره کرد.
وی در مسابقات کشوری و بین‌المللی در مجموع برندهٔ ۲ مدال طلا شده‌است.